# Alois Paar
Alois Maria Karel Felicián hrabě z Paaru (německy Aloys Graf von Paar; 19. listopadu 1840 Bechyně – 5. února 1909 Vídeň) byl česko-rakouský šlechtic a rakousko-uherský generál z rodu Paarů. V mládí se zúčastnil několika válečných konfliktů, poté postupoval v hodnostech, několik let mimo jiné sloužil u posádek v Čechách. V letech 1896–1904 zastával post generálního inspektora jezdectva rakousko-uherské armády a v roce 1903 dosáhl hodnosti generála kavalérie. Nakonec byl u dvora ve Vídni velitelem císařské gardy (1904–1909).

## Životopis

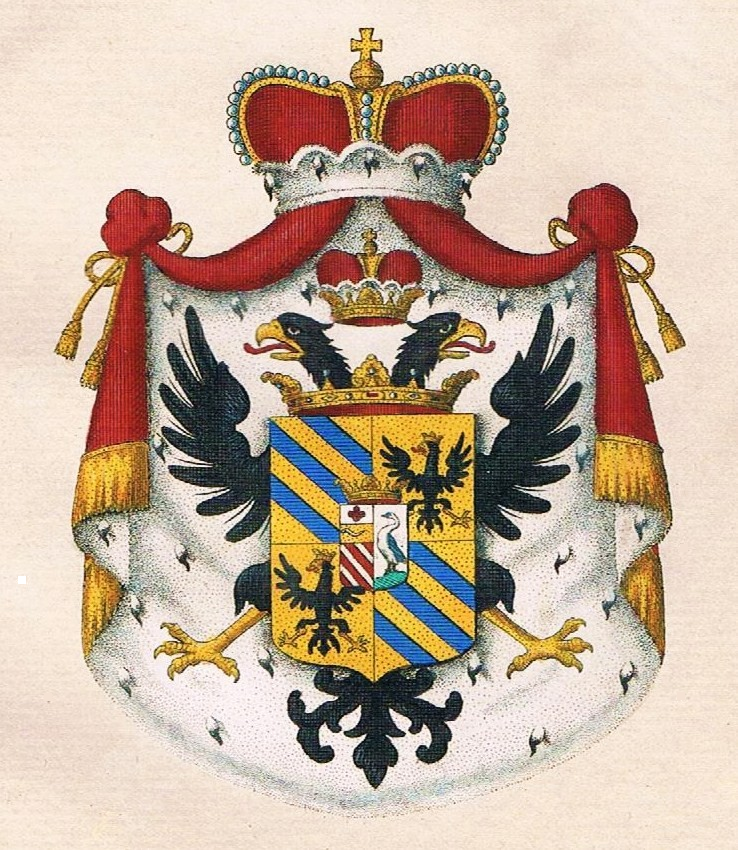
Erb rodu Paarů

Narodil se na zámku v Bechyni jako nejmladší syn knížete Karla Paara (1804–1881) ze starého šlechtického rodu Paarů, a jeho manželky Idy Leopoldiny, rozené princezny z Lichtenštejna (1811–1884). Jeho kmotrem byl strýc kníže Alois II. z Lichtenštejna.
V roce 1859 začal studovat na Tereziánské vojenské akademii ve Vídeňském Novém Městě, po absolutoriu nastoupil jako poručík ke 4. pluku hulánů, kterému velel jeho strýc Alfred Paar. Zúčastnil se války se Sardinií (1859) a prusko-rakouské války (1866), v té době byl již rytmistrem (hodnost obdržel v průběhu války na začátku července 1866). V roce 1869 získal titul c. k. komořího a v roce 1872 byl přidělen ke dvoru arcivévody Karla Ferdinanda a byl pověřen dohledem nad vojenským vzděláním arcivévody Bedřicha, formálně byl tehdy příslušný k 3. hulánskému pluku. Od roku 1877 byl pobočníkem vrchního velitele armády arcivévody Albrechta a v roce 1881 byl povýšen na majora. V roce 1885 získal hodnost plukovníka a poté byl velitelem 14. pluku dragounů v Klatovech (1887–1892).
V roce 1891 dosáhl hodnosti generálmajora a poté byl velitelem 9. jezdecké brigády v Pardubicích. V roce 1895 byl povýšen na polního podmaršála a velel jezdecké divizi v Krakově. V letech 1896–1904 zastával funkci generálního inspektora jezdectva a podílel se na reformách této vojenské složky. K datu 1. května 1903 dosáhl hodnosti generála jezdectva a od roku 1904 až do své smrti zastával čestnou hodnost kapitána císařské gardy trabantů (Kapitän der k.k. Trabanten-Leibgarde).
Zemřel ve Vídni 5. února 1909 ve věku 68 let, pohřben byl v rodové hrobce Paarů v klášterním kostele Nanebevzetí Panny Marie v Bechyni.

## Tituly a ocenění
Jako mladší syn knížete užíval celý život titul hraběte. V roce 1902 získal titul c. k. tajného rady s nárokem na oslovení Excelence. Za zásluhy byl nositelem několika vyznamenání, obdržel Řád železné koruny I. třídy (1904), velkokříž Leopoldova řádu (1908) a Vojenský záslužný kříž. Získal také několik ocenění od zahraničních panovníků, byl nositelem ruského Řádu sv. Anny I. třídy, Řádu pruské koruny I. třídy, velkokříže Řádu italské koruny, velkokříže bavorského Vojenského záslužného řádu, komandérem španělského Řádu Isabely Katolické a velkodůstojníkem Řádu siamské koruny. Byl též čestným majitelem 13. hulánského pluku posádkově příslušného do Haliče.

## Rodina
Z Aloisových sourozenců byl nejstarší bratr Karel (1834–1917) dědicem knížecího titulu a velkostatků v Čechách (Bechyně, Opařany, Vysoké Veselí, Zdechovice), jako poslanec českého zemského sněmu a dědičný člen Panské sněmovny byl aktivní v politice. Z dalších sourozenců proslul Eduard (1837–1919), který byl dlouholetým generálním pobočníkem císaře Františka Josefa a v armádě dosáhl hodnosti generálplukovníka. Díky sňatkům svých sester měl Alois také příbuzenské vazby na několik významných představitelů české a rakouské šlechty, jeho švagry byli Jaromír Černín z Chudenic, Leopold III. Podstatský-Lichtenštejn nebo Arnošt Karel Hoyos.